# Мойынкум (Мойынкумский район)
Мойынкум (каз. Мойынқұм, до 1997 года — Фурмановка) — село в Жамбылской области, административный центр Мойынкумского района. Административный центр и единственный населённый пункт Мойынкумского сельского округа. Код КАТО — 315630100.
В 60 км к северо-востоку от села расположено Акбакайское месторождение золотых руд.

## История
Населённый пункт был основан в 1898 году российским купцом Фёдором Гуляевым, который назвал новых хутор своим именем — Гуляевка. В советское время он был переименован в село Фурмановка, а после обретения независимости получил современное название Мойынкум.

## Население
В 1999 году население села составляло 8739 человек (4674 мужчины и 4065 женщин). По данным переписи 2009 года в селе проживали 8463 человека (4193 мужчины и 4270 женщин).
По данным на 1 января 2019 года население села составляло 8607 человек (4406 мужчин и 4201 женщина).